# Teodor M. Popescu
Teodor M. Popescu (n. 1 iunie 1893, Boteni, Conțești, județul Dâmbovița – d. 4 aprilie 1973 București) a fost un teolog, profesor universitar, traducător, scriitor și ziarist român. Este considerat unul dintre numele proeminente ale teologiei europene din secolul XX.

## Date biografice
S-a născut la Boteni.  La 8 ianuarie 1926 s-a căsătorit cu sora lui Goga Ionescu, Sofia, care provenea dintr-o familie cu 16 copii.

## Studii
Între anii 1905-1913 a învățat la Seminarul Central din București. După absolvire a fost cântăreț la biserica Sf. Ștefan din București. De la 1 sept. 1915 a fost pedagog la Seminarul Central. Între anii 1913-1919 a urmat Facultatea de Teologie din capitală, remarcându-se ca un student excepțional, absolvind-o ca șef de promoție. La 30 mai 1919 va cere consiliului profesoral obținerea unei burse de studii și astfel este trimis ca bursier, mai întâi la Facultatea de Teologie din Atena. Aici scrie o teză de doctorat cu subiectul: Cauzele persecuțiilor religioase din punct de vedere istoric și psihologic, (Atena, 1922, 171p.). Între 1 oct. 1921 și 1 sept. 1922 a fost cancelar interpret al Legației române din Atena.
Între anii 1922-1923, a urmat cursuri de specializare în domeniul Istoriei Bisericești Universale la Facultatea de Litere și Filosofie din Leipzig. Mai apoi, în perioada 1923-1925, a continuat documentările la Paris și Sorbona.

## Cariera teologică
Reîntors în țară este numit profesor de științe religioase la Seminarul Central din București. Se prezintă la examenul de docență la Facultatea de Teologie din București, la 10 iulie 1926. În toamna aceluiași an, la 1 noiembrie, va deveni profesor suplinitor de Istorie Bisericească la Facultatea de Teologie din Chișinău, recent înființată și afiliată Universității din Iași (1926-1927). Devine profesor la București (1927-1959) de Bizantinologie, Patrologie (suplinitor), Istoria Bisericii Române (1947-1948) și Istoria bisericească universală. Este coautor al manualului de Istorie bisericească universală în 2 volume, 1956. A tradus Noul Testament alături de arhiereul Irineu Mihălcescu, publicat în edițiile din 1937 și 1942.

## Detenția politică
Este reținut și anchetat de securitate pe ˙30 ianuarie 1959 și acuzat de ”activitate legionară, acțiune intensă contra clasei muncitoare, grave calomnii la adresa Uniunii Sovietice, că a ținut în mod public în Sala Dalles, următoarele conferințe : Anticreștinismul comunist, De la Nero la Stalin, Misiunea creștină a Statului, Actualitatea creștinismului, Cazul Vinnitza”. A fost arestat în noaptea de 4-5 mai 1959. Știrea arestării lui duce la reacții de protest inclusiv din partea Vaticanului. Teodor M. Popescu a fost condamnat în 1959 la 15 ani de închisoare dar a fost eliberat în 1963. 

## Opera
Lucrări teologice
Lucrări istorice
- Cauzele persecuțiilor din punct de vedere istoric și psihologic, Atena, 1922 (teză de doctorat în limba greacă);
- Divin și uman la vechii istorici bisericești, București, 1924, 117 p.;
- Denaturarea istoriei lui Origen, în BOR, an, XLIV, 1926, nr. 5, p. 246-254; nr. 7, p. 378-383; nr. 10, p. 580-586; nr.11, p. 631 -635 și .nr. 12, p. 710-718;
- Istoria creștinismului ca istorie a culturii, Chișinău, 1926, 48 p.
- Rolul istoriei în înțelegerea creștinismului, București, 1927, 29 p.;
- Cucerirea Constantinopolului de cștre latini ca mijloc de unire a Bisericilor (sec. XI-XIV), în ST, an. I, 1930, nr. 1, p. 48 - 142 (și extras);
- Contribuțiuni la istoria încercărilor de unire a Bisericilor. Tratativele de la 1337-1339, în ST, an. I, 1930, nr. 3, p. 23 -79 (și extras 59 p.)
- Sentința de excomunicare de la 16 iulie 1054. I Versiunea geacă, în ST, an. II, 1931, nr.1, p. 49-69 și II.  Versiunea latină, în ST, an. II, 1931, nr. 2, p. 35 - 46
- Enciclopedia lui Fotie către patriarhii orientali (1867), în ST, an.I, 1930, nr. 2, p. 56 - 100
- Primii didascăli creștini, în ST, an.  III, 1932, nr. 2, p. 140- 211 (și extras, 78 p.);
- Tatăl împăratului Justinian contra lui Origen. Studii și traducere, în ST, an.  IV, 1933, p. 17- 66;
- Encicliopedia patriarhilor ortodocși de la 1848. Studiu introductiv, text și traducere, în BOR, an LIII, 1935, nr.11- 12, p. 545 -688 (și extras, 144 p.);
- Teologia ca știință, București, 1937, 30 p.;
- La o sută de ani după schismă, în ST, an VII, 1938-1939, p. 46-89 și an.VIII, 1940 p. 77 - 104 (și extras, București, 1940, 74 p.)
- Ce reprezintă azi Biserica Ortodoxă, în BOR, an.  LIX, 1941, nr. 1 -2, p. 10-39;
- Necesitatea studiilor istorice și patristice în Biserica Ortodoxă, București, 1941, 31p.;
- Anticreștinismul comunist, în BOR, an. LX, 1942, nr. 1-4, p. 13 -50;
- Confesionalism și obiectivitate în istoria bisericească, Craiova, 1943,14 p. (extras din RIB);
- Caritatea creștină (în Biserica veche), în BOR, an.  LXIII, 1945, nr.13, p. 20-66;
- Autocefalia Bisericii Ortodoxe Ruse, în BOR, an. LXVI, 1948, nr. 5-8, p. 301- 316;
- Cler și popor în primele trei secole, în ST, serie nouă, an.I, 1949, nr. 9- 10, p. 713 738;
- Atitudinea Vaticanului față de Ortodoxie în ultimii  treizeci de ani, în “Ortodoxia",an. I, 1949, nr.1, p. 28-90;
- Cum s-au făcut “unirile" cu Roma, în “Ortodoxia", an. I, 1949, nr. 2-3, p. 120 - 142;
- Privire istorică asupra schismelor, ereziilor și sectelor, în ST, an.II, 1950, nr. 7 - 8, p. 347 - 394
- Cezaropapismul romano-catolic de ieri și de azi. în “Ortodoxia", III, 1951, nr. 4, p, 495 - 537;
- Importanta istorică a Sinodului al IVlea ecumenic. în “Ortodoxia", an.III, 1951, nr. 2 - 3, p. 188 - 294;
- Cinci sute de ani de la căderea Constantinopolului sub turci, în “Ortodoxia", an.  V, 1953, nr. 3, p. 381 -437;
- Geneza și evoluția schismei, în “Ortodoxia",an.  VI, 1954,nr. 2-3, p. 163-217,
- Premisele primatului papal, în “Ortodoxia", an.Vll, 1955, nr. 1, p. 3-28;
- Atitudini și raporturi interconfesionale, în “Ortodoxia", an.  IX, 1957, nr. 3, p. 371 - 405;
- Raporturile dintre ortodocsi și anglicani din secolul al XVI-lea până la anii 1920, în “Ortodoxia", an.  X, 1958, nr. 2, p. 177-194;
- O mie de ani în istoria Sfântului Munte Athos, în “Ortodoxia", an.  XV, 1963, nr. 3 - 4, p. 590-620;
- Problema stabilizării datei Paștilor.  Privire istorică asupra divergențelor și computurile pascale, în “Ortodoxia", an.  XVI, 1964, nr. 3, p. 334-444;   *      Condițiile istorice ale formării vechilor Biserici Orientale, în “Ortodoxia", an.  XVII, 1965, nr. 1, P. 28 -40.      * Coautor al manualului de Istorie bisericească universală 2 vol ., București, 1956, 398 + 467 p.
- Impreună cu arhiereul Irineu Mihălcescu a tradus din limba greacă Noul Testament, apărut ca ediție sinodală în 1937 și 1942.
- sute de articole și studii teologice

## Distincții
- Ordinul Meritul Cultural în gradul de Cavaler cl. II, pentru biserică (23 septembrie 1942)[2]

## Biografie
- Vasile M. Popescu, „Un martir al Crucii. Viața și scrierile lui Teodor M. Popescu”, ed. Christiana;
- Mircea Păcurariu, „Dicționarul teologilor români”, 1996, p. 350
- Fabian Seiche, Martiri si marturisitori romani din secolul XX